# Boiron (przedsiębiorstwo)
Boiron S.A. – producent i dystrybutor środków homeopatycznych z siedzibą główną we Francji.  
Założone w 1911 r. jest obecnie największym i najstarszym tego typu przedsiębiorstwem na świecie. W 2005 było również drugim wśród największych producentów leków bez recepty we Francji. Produkty Boiron dostępne są w 59 krajach.
W 2004 r. firma zatrudniała 2779 osób i zanotowała przychód w wysokości 313 milionów euro.  
W czerwcu 2005 r. Boiron przejęło Dolisos Laboratories, wówczas drugiego co do wielkości wytwórcę produktów homeopatycznych na świecie. 
Głównym produktem Boiron jest Oscillococcinum, homeopatyczny środek na grypę i przeziębienie.